# Compagnie de l'industrie électrique
La Compagnie de l'industrie électrique (CIE) était une société suisse d'ingénierie électrique, dont le siège était dans la commune du Petit-Saconnex, dans le canton de Genève. À partir de 1902, la CIE prend le nom de Compagnie de l'industrie électrique et mécanique (CIEM) et en 1918 la CIEM se transforme en la Société Anonyme des Ateliers de Sécheron. De 1904 à 1913, la CIEM construit également quelques automobiles sous la marque Stella.

## Historique de l'entreprise

### De Meuron et Cuénod
En 1882, Alfred de Meuron associé à l'ingénieur vaudois, Hermann Cuénod fondent au Petit-Saconnex dans le canton de Genève la société De Meuron et Cuénod  , pour la fabrication d'appareils électromécaniques, domaine d'activité en plein essor à l'époque. L'ingénieur en chef de l'entreprise était René Thury , un pionnier du génie électrique. En 1883, la Société américaine Edison fonde la Société d'appareillage électrique (SAE) pour commercialiser ses ampoules à incandescence et exploiter ses propres réseaux électriques en courant continu à Genève.
Sous occupation française, le Petit-Saconnex avait été constitué en commune en 1800. La votation de la loi de fusion administrative en 1930 mettra fin à l'autonomie de la commune du Petit-Saconnex qui sera intégrée à la ville de Genève en 1931.
En 1884, la société genevoise De Meuron et Cuénod alimente une manufacture horlogère biennoise en électricité grâce à la construction de la ligne électrique de transmission en courant continu Taubenlochschlucht - Bözingen. En 1886, De Meuron quitte son entreprise et se tourne vers l'évangélisation populaire. En 1887, Cuénod trouve alors un nouvel associé Ernest Sautter et fonde Cuénod, Sautter & Cie.

### Cuénod, Sautter & Cie
En 1888, Hermann Cuénod et Ernest Sautter, fondent dans la commune du Petit-Saconnex dans le canton de Genève la société Cuénod, Sautter & Cie pour la fabrication d'appareils électromécaniques et la transmission d'électricité en utilisant le système René Thury. En 1888, la société genevoise Cuénod, Sautter & Cie construit l'approvisionnement électrique en courant continu pour le Chemin de fer du Bürgenstock. En 1888, la société genevoise Cuénod, Sautter & Cie construit une route vers le chemin de fer de San Salvatore. En 1890, la société genevoise Cuénod, Sautter & Cie construit le tramway de Clermont-Ferrand, premier tramway électrique de France. En 1890, la société genevoise Cuénod, Sautter & Cie invente un système pour le transport du courant continu. En 1892, la société genevoise Cuénod, Sautter & Cie construit le Chemin de fer du Salève, premier train à crémaillère électrique au monde. En 1894, la société genevoise Cuénod, Sautter & Cie construit le Chemin de fer Orbe – Chavornay. Entre 1889 et 1892, la société genevoise Cuénod, Sautter & Cie construit 3 réseaux de distribution de courant continu pour Acquedotto De Ferrari Galliera à Gênes. En 1891, la Société d'appareillage électrique (SAE) rachète pour 1,25 million de francs la Cuénod, Sautter & Cie et change son nom en Compagnie de l'industrie électrique (CIE).

### Compagnie de l'industrie électrique ( CIE )
En 1891, la Société d'appareillage électrique (SAE) rachète pour 1,25 million de francs la Cuénod, Sautter & Cie et change son nom en Compagnie de l'industrie électrique (CIE). L'entreprise est basée à Sécheron, dans ce qui était alors la commune du Petit-Saconnex. Initialement active dans l'industrie électrotechnique pour l'éclairage uniquement, l'entreprise a connu le succès avec ses générateurs de courant continu (dynamos) et la construction de lignes de transmission de courant continu, basé notamment sur le système Thury. Des réseaux d'éclairage ont également été construits pour les usines, les bâtiments publics, les hôtels et les maisons privées. 
En 1893, la Compagnie de l'industrie électrique (CIE) équipe électriquement le chemin de fer du Stanserhorn. En 1893, la Compagnie de l'industrie électrique (CIE) établit une transmission à courant continu 6 kV pour la ligne Frinvillier-Biberist de 28,5 km selon le système Thury pour l'alimentation électrique de la papèterie. En 1896, la Compagnie de l'industrie électrique (CIE) fournit les génératrices Thury à l'usine de Chèvres pour la production d'électricité d'une puissance de 4 MW. En 1897, la Compagnie de l'industrie électrique (CIE) alimente en énergie des villes du Locle et de La Chaux-de-Fonds avec une centrale électrique sur l'Areuse, en utilisant un système de ligne à courant continu 14 kV Thury. En 1898, la Compagnie de l'industrie électrique (CIE) réalise le tramway électrique Rolle – Gimel, puis le tram Allaman – Aubonne – Gimel. 1901 : , la Compagnie de l'industrie électrique (CIE) Alimente en énergie la Commune de Lausanne avec une centrale électrique à Saint-Maurice, système de ligne à courant continu 27 kV Thury. 
En plus des réseaux d'éclairage, la CIE a réalisé le Chemin de fer du Salève, premier chemin de fer à crémaillère électrique au monde. La CIE a été un chef de file dans son domaine jusqu'au début des années 1890. Puis les affaires se sont effondrées parce que la CIE n'a pas réussi à faire la transition vers le système actuel triphasé et alternatif. La CIE a alors cherché la diversification dans le secteur de la construction mécanique et en 1902, le nom de l'entreprise change en Compagnie de l'industrie électrique et mécanique (CIEM).

### Compagnie de l'industrie électrique et mécanique ( CIEM )
En 1902, la SAE change le nom de la CIE en Compagnie de l'industrie électrique et mécanique (CIEM). L'entreprise a commencé à construire des grues , des ascenseurs , des treuils , des moteurs à essence , des motos et des voitures. Mais l'activité principale de la CIEM resta l'électrotechnique. En 1903, la CIEM construit la première locomotive au monde pour le chemin de fer de La Mure à fonctionner en courant continu haute tension utilisant une ligne de contact bipolaire avec +1 200 V et −1 200 V dans les fils de contact, fournissant pas moins de 2400 V aux quatre moteurs de traction. Bien que quatre autres locomotives aient été construites, et utilisées jusqu'en 1933,  le système n'a pas prévalu. En 1906, la CIEM électrifie le Chemin de  fer de La Mure en France.
En 1908, la CIEM électrifie le Chemin de fer Martigny-Châtelard, inauguré le 1er juillet 1908, pour la section Le Châtelard - (Frontière) - Vallorcine et le tronçon Argentière - Vallorcine par la compagnie française privée Paris Lyon Marseille.
Entre 1904 et 1913, la CIEM fabrique également des automobiles sous la marque Stella. En 1904, les voitures sont commercialisées sous le nom CIEM, puis Stella à partir de 1906. 
Mais malgré ces quelques succès, la situation financière de la CIEM reste fragile et l'entreprise enregistre des pertes à partir de 1913, si bien que la production automobile est à nouveau arrêtée. La décision des Chemins de Fer Fédéraux (CFF) d'électrifier leur réseau en 1916 marque un développement important dans l'industrie électrotechnique. Certains entrepreneurs décident de réorganiser les installations du CIEM et l'entreprise en 1918. L'entreprise argovienne Brown Bovery Company (BBC) fonde en sous-main, la Société Anonyme des Ateliers de Sécheron (SAAS) en 1918 comme entreprise de sauvetage des "Ateliers Sécheron".

### Société Anonyme des ateliers de Sécheron ( SAAS )
En 1918, la SAE change le nom de la CIEM en Société Anonyme des Ateliers de Sécheron (SAAS). Elle participe à l'électrification du réseau des Chemins de fer fédéraux (CFF) et donne du travail à 1600 personnes en 1966. En 1969, la CIEM est rachetée par la société zurichoise Brown Bovery Co. (BBC).

### BBC-Sécheron SA
En 1982, Brown Bovery change le nom de la société en BBC-Sécheron SA. En 1988, Brown Bovery change le nom de la société en ABB-Sécheron SA. En 1989, Sécheron SA reprend le matériel ferroviaire.

## Liste chronologique des réalisations techniques
- 1883 : dynamo hexapolaire système Thury

### Sous la raison sociale: A. De Meuron et Cuénod
- 1884 : Construction de la ligne électrique de transmission en courant continu Taubenlochschlucht - Bözingen pour une manufacture horlogère.

### Sous la raison sociale: Cuénod, Sautter & Cie
- 1888 : Construction de l'approvisionnement électrique en courant continu pour le Chemin de fer du Bürgenstock.
- 1888 : Route vers le chemin de fer de San Salvatore
- 1890 : Construction du Tramway de Clermont-Ferrand , premier tramway électrique de France
- 1892 : Construction du Chemin de fer du Salève , premier train à crémaillère électrique au monde
- 1894 : Construction du Chemin de fer Orbe – Chavornay
- 1889-1892 : Construction de 3 réseaux de distribution de courant continu pour Acquedotto De Ferrari Galliera à Gênes

### Sous la raison sociale: Compagnie de l'industrie électrique (CIE)
- 1893 : Construction du chemin de fer du Stanserhorn
- 1893 : Construction du Frinvillier - Biberist Transmission à courant continu selon le système Thury pour l'alimentation électrique de la papeterie, 28,5 km de ligne à courant continu 6 kV
- 1897 : Alimentation en énergie des villes du Locle et de La Chaux-de-Fonds avec une centrale électrique sur l' Areuse , système de ligne à courant continu 14 kV Thury
- 1898 : Construction du Tramway régional Rolle – Gimel
- 1898 : Construction du Tramway régional Allaman – Aubonne – Gimel
- 1899 : Construction du Usine de Chèvres - lors de sa mise en service, la plus grande centrale au fil de l'eau au monde
- Voiture motrice du Chemin de fer Aigle – Leysin
- 1900 : Construction de la ligne de tramway Aigle – Leysin, tronçons Aigle (gare CFF) –Aigle-Dépôt – Aigle (Grand Hôtel)
- 1900 : Aigle – Leysin-Bahn , adhésion ligne Aigle (Gare CFF) –Aigle-Dépôt et ligne de train à crémaillère Aigle-Dépôt-Leysin-Grand-Hôtel
- 1901 : Alimentation en énergie de Lausanne avec une centrale électrique à Saint-Maurice , système de ligne à courant continu 27 kV Thury

### Sous la raison sociale: Compagnie de l'industrie électrique et mécanique (CIEM)

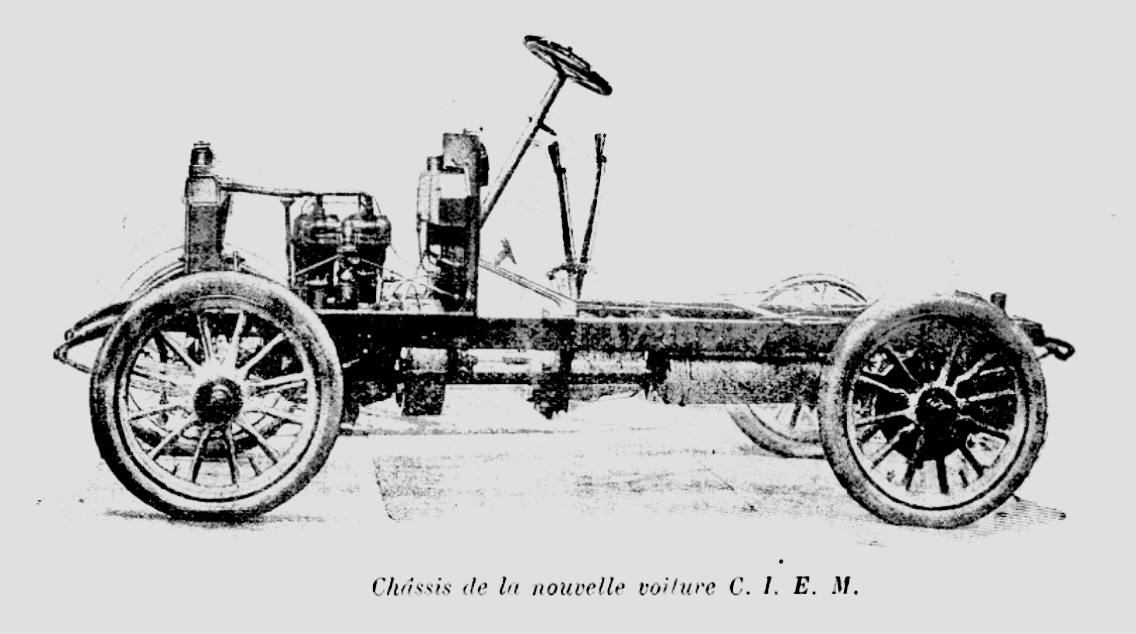
C.I.E.M Type B 8/12 CV.(Deux cylindres de 105 mm d’alésage, course de 120 mm, cylindrée de 2078 cm³)

- 1904 - 1906 : construction de véhicules à propulsion essence-électrique ;
- 1906 : Ligne à courant continu Lyon – Moûtiers (France), 57,6 kV, longueur 184 km ;
- 1906 : Electrification du Chemin de fer de La Mure (France) ;
- 1908 : Electrification du Chemin de fer Martigny-Châtelard ;
- 1908 - 1911 : construction de véhicules équipés de moteurs à essence de la marque Stella.